# Кюлевча
Кюле́вча (болг. Кюлевча) — село в Шуменській області Болгарії. Входить до складу общини Каспичан.

## Населення
За даними перепису населення 2011 року у селі проживали 347 осіб, з них 341 особа (99,4%) — болгари.
Розподіл населення за віком у 2011 році:
Динаміка населення: